# Salome Matschaidse
Salome Machaidze (georgisch სალომე მაჩაიძე; dt. Transkription Salome Matschaidse; * 16. August 1973 in Tiflis) ist eine georgische Künstlerin und Filmemacherin.

## Leben
Machaidzes Vater Avto Machaidze arbeitete in Georgien als Kulissenbauer beim Film, wo auch zwei ihrer Onkel beschäftigt sind. Ihr Cousin ist der Musiker und Filmemacher Nika Machaidze.
Machaidze studierte Malerei an der Staatlichen Akademie der Künste Tiflis und Experimentelle Filmgestaltung an der UdK Berlin bei Professor Heinz Emigholz. Ihr Studium schloss sie 2006 ab. Machaidze arbeitet gelegentlich als Editorin, so beispielsweise für den Film Der Fall Chodorkowski.
Salome Machaidze ist eine ausgebildete Malerin, wobei sie sich in ihren letzten Ausstellungen vorwiegend der Zeichnung widmete. In diesen öffnet sie einen Referenzbogen von der Kulturgeschichte Georgiens (Volkskunst, Ikonenmalerei) bis hin zum Leben in der Jetztzeit. Dabei stellt Machaidze assoziativ Erinnerungen, Gefühle, Traumbilder nebeneinander. Ähnliches kann man für ihr Experimentalfilmwerk formulieren.
Machaidze ist Mitglied der georgischen Künstlergruppe Goslab und lebt in Berlin.

## Ausstellungen (Auswahl)
- Imago[4] Galerie für Zeitgenössische Kunst Leipzig, 2011
- Transitland in Trieste, Studio Tommaseo - Istituto per la documentazione e diffusione delle Arti, Triest, 2010
- Against Interpretation, Studio Voltaire, London, 2008

## Filmografie (Auswahl)
Regie und Drehbuch
- 2003: Soldiers Cry (Experimentalfilm)
- 2003: Boards of Monte-Carlo (Experimentalfilm)
- 2004: Boards of Monte-Carlo 2 (Experimentalfilm)
- 2006: Trigger Tiger (Spielfilm)
- 2009: Dima (Dokumentarfilm)
- 2011: Soldiers Cry 2 (Experimentalfilm)